# Poecilocloeus equatoriensis
Poecilocloeus equatoriensis är en insektsart som beskrevs av Marius Descamps 1980. Poecilocloeus equatoriensis ingår i släktet Poecilocloeus och familjen gräshoppor. Inga underarter finns listade i Catalogue of Life.